# Альберт Саксен-Тешенский
Альберт Казимир Август Мориц Игнац Пий Франц Ксавьер Саксонский, герцог Тешенский (нем. Albrecht Kasimir August Moritz Ignaz Pius Franz Xaver Prinz von Sachsen, Herzog von Teschen; 11 июля 1738, Морицбург, Саксония — 10 февраля 1822, Вена) — младший сын польского короля Августа III (из саксонского рода Веттинов) и Марии Йозефы Австрийской, последний наместник Австрийских Нидерландов. Прославился как неутомимый собиратель графики и гравюр, составивших крупнейшее собрание такого рода — венскую Альбертину.

## Биография
Родился 11 июля 1738 года в Морицбурге. Был тринадцатым ребенком и шестым сыном Фридриха Августа II, курфюрста Саксонии и короля Польши — Августа III.
В 1764 году стал членом масонской ложи «К трём мечам» в Дрездене.
Эрцгерцогиня Мария Кристина, любимая дочь императрицы Марии Терезии, прониклась к своему кузену Альберту симпатией и выпросила у матери позволения на этот брак (хотя, с политической точки зрения, он не имел выгоды). Бракосочетание состоялось в замке Хоф весной 1766 года, когда венский двор ещё оплакивал смерть императора Франца. В качестве приданого принц Альберт получил герцогство Тешинское. Во время Барской конфедерации он считался кандидатом на польский престол после отречения Станислава II Августа Понятовского.
Благодаря на редкость сердечным отношениям с супругой принц Альберт был допущен в домашний круг Габсбургов и всю жизнь провёл на службе у родственников жены. В 1765—1781 годах был наместником в Венгрии, проживая попеременно в Братиславском граде и в летнем Хальбтурнском дворце.
Затем был переведён в качестве наместника Нидерландов в Брюссель, где выстроил Лакенский дворец (нынешняя резиденция короля Бельгии). Этот замок он также использовал для размещения своей коллекции произведений искусства.
После вторжения в пределы Нидерландов революционной французской армии Альберт Саксонский потерпел поражение в сражении при Жемаппе и вернулся в Вену, где провёл остаток жизни в одном из дворцов Хофбурга. В Первой коалиционной войне против французских революционных войск герцог Альбер был генерал-фельдмаршалом.
В 1818 году он основал сельскохозяйственный институт в венгерском Альтенбурге, ставший одним из первых в Европе.
Умер 10 февраля 1822 года в Вене. Похоронен вместе с супругой в Кайзергруфте. Поскольку их единственная дочь умерла сразу после рождения, титулы, дворцы и огромное собрание графики принца Альберта унаследовал его приёмный сын, эрцгерцог Карл Тешенский.
- Хальбтурнский дворец
- Венский дворец герцогов Тешенских
- Лакенский дворец